# توماس، دومین ارل لنکستر
توماس، دومین ارل لنکستر (انگلیسی: Thomas, 2nd Earl of Lancaster; ح. 1278 – ۲۲ مارس ۱۳۲۲ (aged ~۴۳–۴۴)) سیاستمدار اهل پادشاهی انگلستان بود.